# (26401) Sobotište
(26401) Sobotište, désignation internationale (26401) Sobotiste, est un astéroïde de la ceinture principale.

## Description
(26401) Sobotiste est un astéroïde de la ceinture principale. Il fut découvert le 19 novembre 1999 à l'Observatoire d'Ondřejov par Peter Kušnirák. Il présente une orbite caractérisée par un demi-grand axe de 2,31 UA, une excentricité de 0,08 et une inclinaison de 7,9° par rapport à l'écliptique.

## Compléments